# Son Volt
Son Volt es una banda de country alternativo estadounidense fundada por Jay Farrar en 1994 poco después de la ruptura de Uncle Tupelo debido a discrepancias con el otro compositor y cantante Jeff Tweedy, quien siguió junto al resto de la banda con el proyecto de Wilco. En 1995 consiguieron un contrato con Warner Bros. Records, con quienes lanzaron sus primeros tres discos de estudio, además de un recopilatorio en 2005.  

## Estilo
La música de Son Volt va desde las baladas de folk/country similares al disco John Wesley Harding de Bob Dylan, hasta el rock de Neil Young con Crazy Horse. A menudo se les considera un bastión del country alternativo.
Su primer disco, Trace, recibió buenas críticas y aparece en muchas de las listas de lo mejor de 1995, a pesar de no recibir éxito comercial. Sus dos discos siguientes (Straightaways de 1997 y Wide Swing Tremolo de 1998) siguen un estilo similar. A Retrospective: 1995-2000, lanzado en 2005, es un compilatorio con lo mejor de esta época, junto con material inédito de la época.

## Miembros

### Actuales
- Jay Farrar - guitarra, armónica, voz, ex-Uncle Tupelo.
- Dave Bryson - batería.
- Andrew Duplantis - bajo, coros.
- James Walbourne - guitarra líder
- Mark Spencer - teclados, steel guitar.

### Anteriores
- Derry deBorja - teclados
- Brad Rice - guitarra
- Chris Frame - guitarra
- Mike Heidorn - batería, ex-Uncle Tupelo.
- Dave Boquist - banjo, fiddle, guitarra, lap steel.
- Jim Boquist - bajo
- Chris Masterson - guitarra
- Eric Heywood - mandolina, pedal steel.

## Discografía
- Trace (1995), Warner Bros. Records
- Straightaways (1997), Warner Bros. Records
- Wide Swing Tremolo (1998), Warner Bros. Records
- A Retrospective: 1995-2000 (2005), Warner Bros. Records/Rhino
- Okemah and the Melody of Riot (2005), Transmit Sounds Records/Legacy Recordings
- The Search (marzo de 2007), Transmit Sounds Records/Legacy Recordings
- American Central Dust (julio de 2009), Rounder Records
- Honky Tonk (5 de marzo de 2013), Rounder Records
- Notes of Blue (17 de febrero de 2017), Thirty Tigers Records
- Union (29 de marzo de 2019), Transmit Music / Thirty Tigers Records
- Electro Melodier (30 de julio de 2021), Transmit Music / Thirty Tigers Records
- Day of the Doug (16 de junio de 2023), Transmit Music / Thirty Tigers Records